# Aktivin

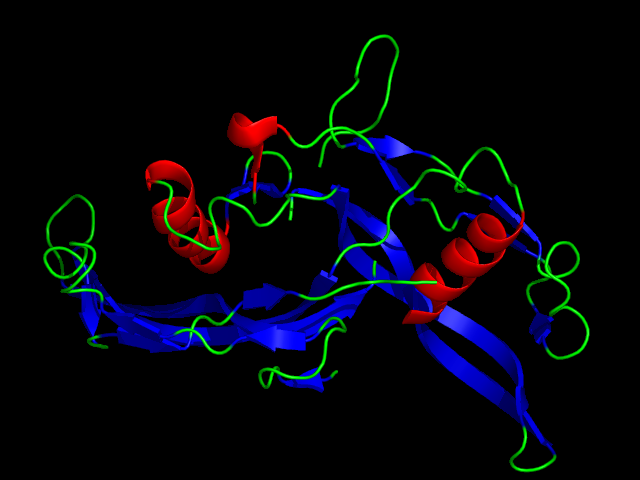
Az aktivin szerkezete

Az aktivin és az inhibin két, hasonló szerkezetű dimer fehérjekomplex, amelyeknek egymással ellentétes élettani hatása van. Az 1986-ban felfedezett aktivin fokozza a follikuluszstimuláló hormon (FSH) szintézisét és kiválasztását és részt vesz a menstruációs ciklus szabályozásában. A test más részeiben egyéb funkciói is vannak, például a sebgyógyulásban és a magzati fejlődés során. Ezzel szemben az inhibin gátolja az FSH termelését. Az inhibin létezését már 1916-ban is feltételezték, de csak a 70-es években mutatta ki az amerikai Neena Schwartz és Cornelia Channing.
Az aktivin két egyforma vagy nagyon hasonló béta-alegységből áll. Az inhibin két alegysége közül az egyik szintén az aktivinével azonos béta; a másik viszont egy, csak kevéssé hasonlító alfa-alegység.

## Szerkezete
Mind az aktivin, mind az inhibin két-két alegységből álló dimer fehérjekomplex, ahol az alegységeket egyetlen diszulfid-híd köti össze. Az összetevők két fehérjecsaládba, az alfa és béta családba tartoznak, amelyek között a szekvenciahasonlóság kb. 25%-os, míg a béta családon belül 65%-os az egyezés. Az aktivin két azonos vagy egymással rokon béta alegységből áll, míg az inhibin egy béta és egy alfa összetevőt tartalmaz. Az alegységek többféle kombinációban állhatnak össze:
| \| Csoport \| Hatás \| Komplex \| Alegységek \| Alegységek \| Alegységek \| \| Csoport \| Hatás \| Komplex \| 1 \| 2 \| \| \| ------- \| ----------------- \| ---------- \| ---------- \| ---------- \| ---------- \| \| Inhibin \| gátolja az FSH-t \| Inhibin A \| α \| βA \| \| \| Inhibin \| gátolja az FSH-t \| Inhibin B \| α \| βB \| \| \| Aktivin \| serkenti az FSH-t \| Aktivin A \| βA \| βA \| \| \| Aktivin \| serkenti az FSH-t \| Aktivin AB \| βA \| βB \| \| \| Aktivin \| serkenti az FSH-t \| Aktivin B \| βB \| βB \| \| |                   |            |            |            |            |
| Csoport | Hatás             | Komplex    | Alegységek | Alegységek | Alegységek |
| Csoport | Hatás             | Komplex    | 1          | 2          |            |
| Inhibin | gátolja az FSH-t  | Inhibin A  | α          | βA         |            |
| Inhibin | gátolja az FSH-t  | Inhibin B  | α          | βB         |            |
| Aktivin | serkenti az FSH-t | Aktivin A  | βA         | βA         |            |
| Aktivin | serkenti az FSH-t | Aktivin AB | βA         | βB         |            |
| Aktivin | serkenti az FSH-t | Aktivin B  | βB         | βB         |            |

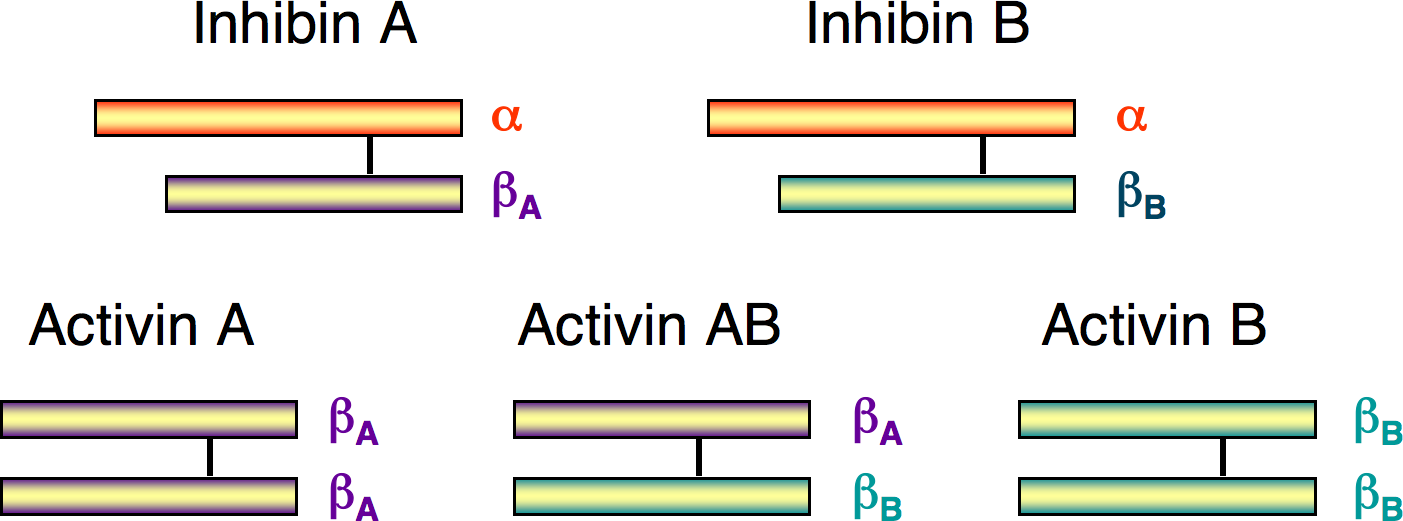
Az inhibin és az aktivin sematikus szerkezete

Emlősökben négy béta-alegység ismert (aktivin βA, βB, βC és βE), míg a karmosbékából leírtak egy ötödik típust (βD) is.
A βC képtelen az alfa-alegységhez kötődni, így inhibinben nem található.

## Feladata

### Aktivin
Aktivin a nemi szervekben, az agyalapi mirigyben, a méhlepényben és egyéb szervekben képződik:
- a petefészek tüszőjében fokozza a follikuluszstimuláló hormon (FSH) kötődését. Erősíti a luteinizáló hormon hatását a petefészekben és a herékben, ezáltal közvetetten elősegíti a férfi nemi hormon szintézisét. Az aktivin férfiakban meggyorsítja a spermiumok termelődését.
- nagy mennyiségben termelődik a sérült bőrben. Ha egérben génsebészeti módszerrel megnövelik a génje kifejeződését, az állat fokozott sebgyógyulást mutat. Kimutatták, hogy dózisfüggő módon stimulálja a bőr keratinocitáit és sztrómasejtjeit.[13]
- az embrióban szabályozza a vese, a tüdő és a prosztata kialakulását. Az aktivin A kísérletes körülmények között fokozta a kollagén termelődést, ezért feltételezik, hogy aktiválja a fibroblasztokat.
- aktivinhiány esetén az embrióban idegfejlődési zavarok lépnek fel.

### Inhibin
Az inhibin nőkben és férfiakban egyaránt csökkenti az FSH termelődését. A hipotalamusz gonadotropinfelszabadító hormonjára (amely az FSH-t szabályozza) nincs hatással. Működése a különböző nemekben eltér:

#### Nőkben
Inhibin a petefészekben, agyalapi mirigyben, méhlepényben, a sárgatestben és egyéb szervekben keletkezik.
Az FSH a petesejt tüszőinek granulosa sejtjeiben fokozza az inhibin termelését, amely viszont gátolja az FSH-t; vagyis egy negatív visszacsatolással szabályozza a hormon szintjét. 
Az inhibin B szintje a tüsző fejlődésének elején-közepén, valamint az ovulációnál éri el csúcspontját. Az inhibin A koncentrációja a sárgatest-fázis közepén a legmagasabb. Az inhibin elválasztását a gonadotropinfelszabadító hormon csökkenti, az inzulinszerű növekedési faktor 1 pedig növeli.

#### Férfiakban
Férfiakban a herék Sertoli-sejtjeiben képződik. Termelését a férfi nemi hormonok elősegítik. Az inhibin helyi szinten szabályozza a spermiumok képződését.

## Klinikai jelentősége

### Aktivin
A túlsúlyos személyek zsírszöveteiben magasabb az aktivin A szintje. A fehérjekomplex segíti a zsírsejtek elődjeinek osztódását; ezzel szemben gátolja zsírsejtté való differenciálódásukat. Ezenkívül makrofágokban fokozza a gyulladásos folyamatot megindító citokinek képződését.
Az aktivin receptorában (ACVR1) történő egy bizonyos mutáció eredménye a fibrodysplasia ossificans progressiva, egy rendkívül ritka, halálos kimenetelű betegség, ahol a kötőszövet fokozatosan elcsontosodik. A mutáció hatására a receptort normálisan gátló aktivin aktiválni fogja azt, ami hiperaktív csontnövekedést eredményez. Az aktivin elleni antitesttel állatmodellben más sikeresen meg tudták előzni a betegség előrehaladását.
Az ACVR1 más mutáció az agytumor egy fajtája, a glióma kialakulásához kapcsolhatóak.

### Inhibin
A terhesség második harmadában végzett ún. hármas tesztet kiegészíthetik az inhibin A szintjének mérésével ("négyes teszt"). Magas koncentrációja Down-szindrómás magzatra utal. A diagnosztikában a petefészekrák markereként is alkalmazható.
Férfiakban a csökkent inhibin B-szint az alacsony spermiumszám jele lehet. Normális esetben koncentrációja 140 pg/ml, ami terméketlen férfiakban 80 pg/ml körüli.

## Fordítás
- Ez a szócikk részben vagy egészben  az   Activin and inhibin című angol Wikipédia-szócikk ezen változatának fordításán alapul.  Az eredeti cikk szerkesztőit annak laptörténete sorolja fel. Ez a jelzés csupán a megfogalmazás eredetét és a szerzői jogokat jelzi, nem szolgál a cikkben szereplő információk forrásmegjelöléseként.